# Maria Byqvist
Maria Byqvist (med artistnamnet Ballongprinsessan), född 1979, är en svensk ballongskulptör, trollkonstnär och författare som fem gånger utsetts till Sveriges bästa ballongkonstnär.

## Biografi
Byqvist växte upp i Västerås och gick på Skallbergsskolan. Hon studerade vid Uppsala universitet 1997-2000. Hon arbetade därefter som florist mellan 2002 och 2011.
Byqvist blev intresserad av trolleri och började uppträda med sin dåvarande fästman, Mr. Dannyman. Under en trollerimässa i Lund 2007 lärde hon sig att göra ballonger för första gången. Hon utvecklade egna tekniker och lärde sig att göra över 1000 olika ballongfigurer, något hon har uppträtt på Tekniska museet och i barnprogrammet Philofix med. 2012 blev hon den första kvinnan att vinna Stadsmästerskapen i magi.
Med föreningen Ballongmagi besöker Byqvist barn på sjukhus och barnhem. Besöken är gratis för sjukhusen och betalas av sponsring och donationer. 2015 deltog hon i Musikhjälpen.

## Utmärkelser
- Fredsbaskrarna Sveriges förtjänstmedalj i silver, 27 november 2017 (för sitt "outtröttliga engagemang för veteraner, deras barn och deltagande vid olika veteranevenemang").[13]